# Sanguchería
Las sangucherías en Perú son establecimientos relacionados con la venta de diversos sándwiches (llamados popularmente sánguches), jugos, refrescos y, ocasionalmente, bebidas alcohólicas. Como costumbre los peruanos relacionan estos establecimientos a la vida nocturna, y al hambre tras una noche de juerga.

## Tipos de sánguches

### Butifarra

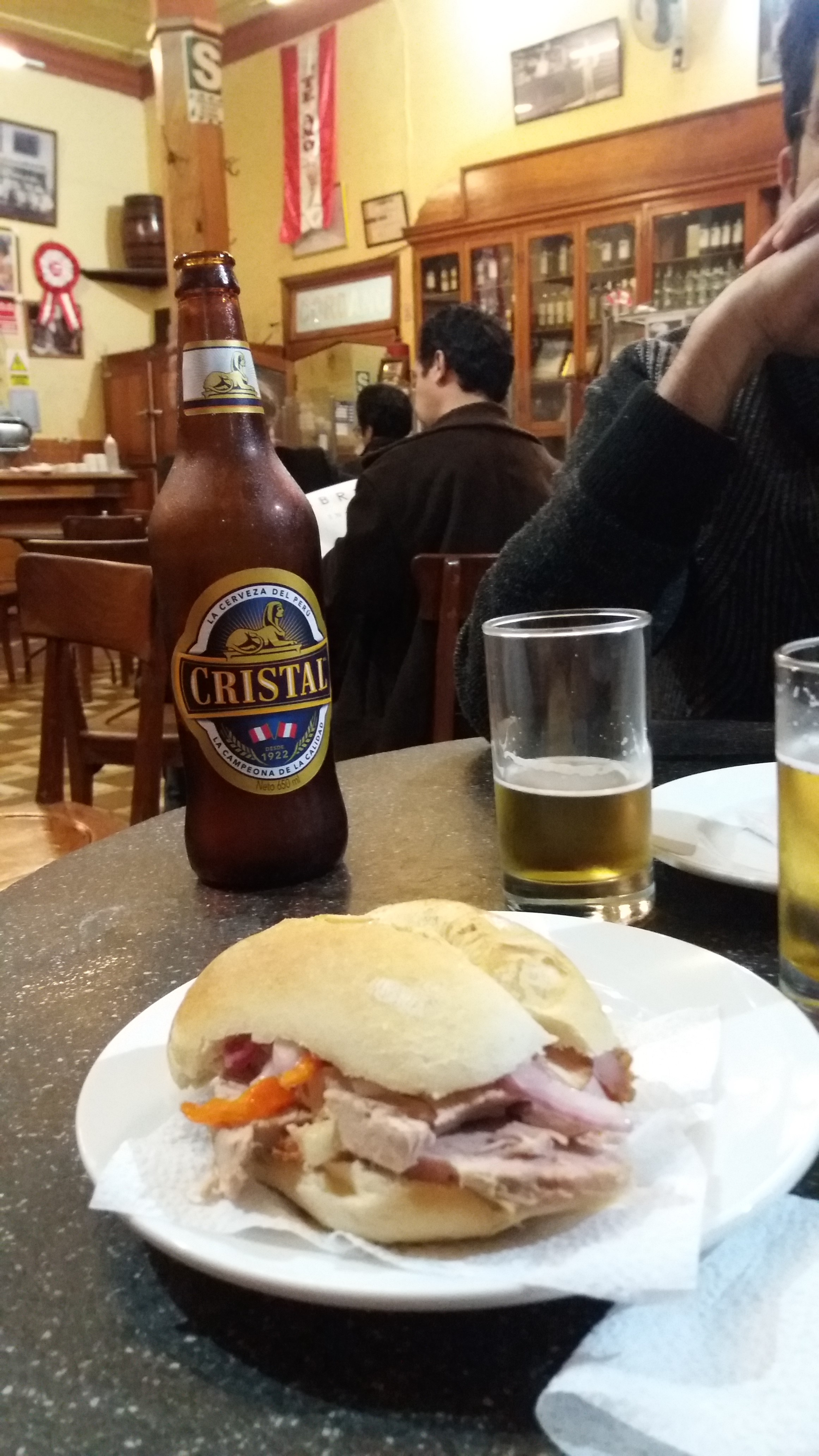
Butifarra en el bar Cordano

Entre los diversos tipos de sánguches destacan las tradicionales butifarras, hechas normalmente a base de pierna de cerdo cocida a la manera tradicional limeña, llamado localmente jamón del país, acompañado de hojas de lechuga fresca, salsa criolla y ocasionalmente de un toque de mostaza.
Este sándwich surge con el intercambio de productos alimenticios entre España y los inicios del Virreinato del Perú y posteriormente popularizado en las antiguas fondas y bares de inmigrantes italianos, tales como el bar Cordano y la bodega Carbone en el centro histórico de Lima, Juanito en el distrito de Barranco, La Lucha Sangucheria Criolla de Miraflores, la Antigua Taberna Queirolo en Pueblo Libre, entre otras más.

### Otros sánguches

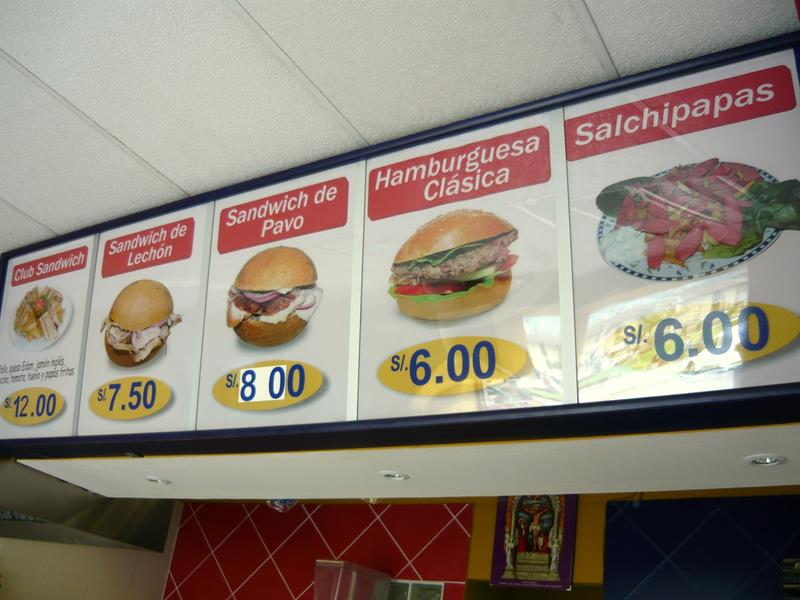
Algunos tipos de sánguches, y otras comidas rápidas como las salchipapas, en un local de Cajamarca.

Además de butifarras en estos locales se pueden encontrar una variedad de sánguches:
- Sánguche de lechón, de cerdo asado
- Sánguche de pavo asado
- Sánguche de pollo
- Sánguche de asado, hecho con lonchas de redondo de ternera asado en su jugo
- Sánguche de jamón del norte que a diferencia del jamón del país no está pintado con achiote, y suele tener un gusto algo dulce
- Lomito ahumado, un embutido similar al jamón del norte
- Triple de palta, tomate, huevo y mayonesa

Todos estos sánguches se suelen servir en panes redondos y crujientes, principalmente el denominado pan francés. Como guarnición se suele servir patatas fritas, boli yucas, etc. y, fundamentalmente, cremas o salsas propias o distintas de cada local en donde se expenden, tales como kétchup, mostaza, mayonesa, guacamole, diversos tipos de salsas picantes (de ají, rocoto, etc.).